# Peppermint Twist
Peppermint Twist är en twistlåt komponerad av Joey Dee och Henry Glover. Låten utgavs som singel av gruppen Joey Dee & the Starliters 1961 och blev en av de största hitlåtarna under twisteran 1961-1962. Huvudsångare på låten är David Brigati, bror till The Rascals sångare Eddie Brigati. Inspelningen som är på över 4 minuter ansågs för lång för att passa som singel och delades därför upp i två delar på singeln.
Låten är namngiven efter nattklubben The Peppermint Lounge i New York där Joey Dee and the Starliters ofta uppträdde under perioden, och också inspelad där. Peppermint Twist kom att nå förstaplatsen på amerikanska Billboardlistan 1962. Den ersatte då en annan twistlåt på förstaplatsen, nämligen Chubby Checkers "The Twist".
Peppermint Twist spelades på 1970-talet in som cover av glamrockbandet Sweet och medtogs på albumet Sweet Fanny Adams 1974.

## Listplaceringar
| Lista (1962)   | Position               |
| -------------- | ---------------------- |
| Finland        | 13                     |
| Flandern       | 8                      |
| Frankrike      | 30                     |
| Storbritannien | 33                     |
| Sverige        | 9 (Radio Nord Topp 20) |
| USA            | 1 (Billboard Hot 100)  |
| Vallonien      | 2                      |